# داود الطربزوني
داود الطربزوني (1408 - 1 نوفمبر 1463) كان أخر إمبراطور لإمبراطورية طرابزون حكم سنة واحدة من 1460 حتى 1461. بعد فتح طرابزون على أيدي الدولة العثمانية تم أسره مع عائلته وأنتقلوا للقسطنطينية عامصة الدولة العثمانية هناك أُعدم هو وأبناؤه وابن أخيه عام 1463.